# Fredrik Richter
Fredrik Richter, född 1636, död efter 1713, var en svensk guldsmed och konsthantverkare.
Han var son till David Richter och bror till Hans Richter. Han var verksam i Stockholm där han var mästare 1668–1700. Bland hans arbeten märks kandelabrar till Storkyrkan i Stockholm, altarkärl till Johannes kyrka i Stockholm och föremål till Linköpings domkyrka. Richter finns representerad vid Nationalmuseum, Nordiska museet och Kulturhistoriska museet i Lund.